# Sciomesa nyei
Sciomesa nyei là một loài bướm đêm trong họ Noctuidae.